# HD 37320
HD 37320，又名BD+07 953，SAO 112979、HR 1920，是一颗恒星，视星等为5.88，位于銀經197.53，銀緯-12.59，其B1900.0坐标为赤經5h 32m 36.2s，赤緯+7° -12.59′ 55″。